# Komorów (powiat Pruszkowski)
Komorów is een plaats in het Poolse district  Pruszkowski, woiwodschap Mazovië. De plaats maakt deel uit van de gemeente Michałowice en telt 5136 inwoners.